# Сельское поселение Воронинское (Московская область)
Сельское поселение Воронинское — упразднённое муниципальное образование со статусом сельского поселения в Клинском районе Московской области.

## Общие сведения
Образовано в ходе муниципальной реформы, в соответствии с Законом Московской области от 28.02.2005 года № 80/2005-ОЗ «О статусе и границах Клинского муниципального района и вновь образованных в его составе муниципальных образований».
Административный центр — посёлок Шевляково.
Глава сельского поселения — Попкова Елена Николаевна. Адрес администрации: 141642, Московская область, Клинский район, посёлок Шевляково, д. 24, строение 10.

## География
Расположено в северо-восточной части Клинского района. Граничит с сельским поселением Зубовским и городским поселением Клин, сельским поселением Смирновским Солнечногорского района, сельским поселением Большерогачёвским Дмитровского района, а также Конаковским районом Тверской области. Площадь территории сельского поселения — 30 903 га.

## Из истории
Сельское поселение Воронинское известно как место летнего отдыха многих знаменитых людей России. В частности, деревню Боблово, входящую в состав современного поселения, посещали известные учёные, писатели, поэты, художники: Тимирязев, Докучаев, Куинджи, Репин, Ярошенко, Врубель, Блок, а автор периодического закона, Дмитрий Иванович Менделеев, с 1865 года более 40 лет жил и работал в своём имении в летний период. Здесь он разрабатывал многие практические вопросы ведения сельского хозяйства. Неподалёку были расположены старинные усадьбы Татищевых, Батюшковых, Фонвизиных.

## Население
| 2006  | 2007  | 2008  | 2009  | 2010  | 2011  |
| ----- | ----- | ----- | ----- | ----- | ----- |
| 4145  | ↗4254 | ↗4268 | ↗4280 | ↘4251 | ↗4335 |
| 2012  | 2013  | 2014  | 2015  | 2016  | 2017  |
| →4335 | ↗4406 | ↗4487 | ↘4482 | ↘4429 | ↘4423 |
| 2018  |       |       |       |       |       |
| ↘4386 |       |       |       |       |       |

## Состав сельского поселения
В состав сельского поселения входят 43 населённых пункта двух упразднённых административно-территориальных единиц — Воронинского и Слободского сельских округов:
| Вид     | Наименование   | Население, 2005 чел. | ОКАТО          | Бывшая административная единица |
| ------- | -------------- | -------------------- | -------------- | ------------------------------- |
| деревня | Аксеново       | 41                   | 46 221 846 002 | Слободский сельский округ       |
| деревня | Андрианково    | 2                    | 46 221 846 006 | Слободский сельский округ       |
| деревня | Анненка        | 5                    | 46 221 810 015 | Воронинский сельский округ      |
| деревня | Атеевка        | 4                    | 46 221 846 008 | Слободский сельский округ       |
| деревня | Боблово        | 7                    | 46 221 810 017 | Воронинский сельский округ      |
| деревня | Борки          | 80                   | 46 221 846 016 | Слободский сельский округ       |
| село    | Борщево        | 35                   | 46 221 846 021 | Слободский сельский округ       |
| деревня | Бутырки        | 6                    | 46 221 810 014 | Воронинский сельский округ      |
| деревня | Ватолино       | 5                    | 46 221 846 009 | Слободский сельский округ       |
| деревня | Воронино       | 74                   | 46 221 810 022 | Воронинский сельский округ      |
| деревня | Гафидово       | 10                   | 46 221 810 005 | Воронинский сельский округ      |
| деревня | Доршево        | 43                   | 46 221 810 013 | Воронинский сельский округ      |
| деревня | Еросимово      | 54                   | 46 221 846 020 | Слободский сельский округ       |
| деревня | Заболотье      | 0                    | 46 221 846 019 | Слободский сельский округ       |
| деревня | Задний Двор    | 1                    | 46 221 846 014 | Слободский сельский округ       |
| деревня | Заовражье      | 9                    | 46 221 810 002 | Воронинский сельский округ      |
| деревня | Исаково        | 5                    | 46 221 810 012 | Воронинский сельский округ      |
| деревня | Калинино       | 2                    | 46 221 810 021 | Воронинский сельский округ      |
| деревня | Кондырино      | 2                    | 46 221 846 007 | Слободский сельский округ       |
| деревня | Крупенино      | 9                    | 46 221 846 017 | Слободский сельский округ       |
| деревня | Малая Борщёвка | 76                   | 46 221 846 013 | Слободский сельский округ       |
| деревня | Микляево       | 18                   | 46 221 846 015 | Слободский сельский округ       |
| деревня | Мишнево        | 3                    | 46 221 810 019 | Воронинский сельский округ      |
| деревня | Мужево         | 5                    | 46 221 846 003 | Слободский сельский округ       |
| деревня | Непейцино      | 0                    | 46 221 846 012 | Слободский сельский округ       |
| деревня | Новая          | 11                   | 46 221 810 010 | Воронинский сельский округ      |
| деревня | Орлово         | 0                    | 46 221 846 005 | Слободский сельский округ       |
| деревня | Петровка       | 1                    | 46 221 810 016 | Воронинский сельский округ      |
| деревня | Плюсково       | 3                    | 46 221 810 020 | Воронинский сельский округ      |
| посёлок | ПМК-8          | 55                   | 46 221 810 009 | Воронинский сельский округ      |
| деревня | Подтеребово    | 3                    | 46 221 846 010 | Слободский сельский округ       |
| посёлок | Раздолье       | 317                  | 46 221 810 008 | Воронинский сельский округ      |
| деревня | Рогатино       | 11                   | 46 221 846 004 | Слободский сельский округ       |
| деревня | Русино         | 26                   | 46 221 810 006 | Воронинский сельский округ      |
| деревня | Слобода        | 1305                 | 46 221 846 001 | Слободский сельский округ       |
| деревня | Слободка       | 0                    | 46 221 810 011 | Воронинский сельский округ      |
| деревня | Соково         | 16                   | 46 221 846 018 | Слободский сельский округ       |
| деревня | Спас-Коркодино | 26                   | 46 221 810 007 | Воронинский сельский округ      |
| деревня | Терехова       | 44                   | 46 221 846 011 | Слободский сельский округ       |
| деревня | Трехденево     | 16                   | 46 221 846 022 | Слободский сельский округ       |
| деревня | Чумичево       | 14                   | 46 221 810 018 | Воронинский сельский округ      |
| посёлок | Шевляково      | 1746                 | 46 221 810 001 | Воронинский сельский округ      |
| деревня | Ширяево        | 55                   | 46 221 810 003 | Воронинский сельский округ      |